# 维尔纽斯圣卡瑟琳大教堂
54°40′54.40″N 25°16′52.40″E / 54.6817778°N 25.2812222°E

教堂照片

维尔纽斯圣卡瑟琳大教堂是位于立陶宛首都维尔纽斯的一座罗马天主教教堂。该教堂由立陶宛大公国盖特曼于1618年下令开始建造，并于1625年完工。